# Wiatr ze wschodu (film 1941)
Wiatr ze wschodu (ros. Ветер с востока, Wietier s wostoka) – radziecki dramat filmowy z 1940 roku w reżyserii Abrama Rooma. Obraz ma charakter propagandowy; powstał, by przekonywać do zasadności inwazji ZSRR na terytorium II Rzeczypospolitej 17 września 1939 roku. Zasadność tę upatrywał w potrzebie ochrony ludności zachodniej Ukrainy i zachodniej Białorusi.

## Dzieje filmu
W listopadzie 1939 roku wydawana we Lwowie komunistyczna gazeta „Czerwony Sztandar” poinformowała o przygotowywaniu w ZSRR filmu o „życiu pracujących zachodniej Ukrainy pod jarzmem polskich panów” według scenariusza Aleksandra Dubrowskiego i Wasyla Kuczera, w reżyserii Abrama Rooma, w oparciu „o fakty i materiały podane przez doradcę artystycznego – Wandę Wasilewską”.
Nie ma informacji czy film został pokazany w Polsce po wejściu Armii Czerwonej. Po ustanowieniu władzy ludowej obowiązywał ścisły zakaz wyświetlania ze względu na jego jednoznacznie antypolski wydźwięk. Pierwszy publiczny pokaz odbył się w listopadzie 1986 roku.

## Fabuła
Główny bohater filmu Choma Gabryś jest ukraińskim chłopem mieszkającym we wsi na wschodnich terenach II Rzeczypospolitej. Właścicielem dóbr w tej miejscowości jest polska arogancka i wyniosła hrabina („grafini”) Janina Przeżyńska, żyjąca w monumentalnej magnackiej rezydencji (twórcy filmu wykorzystali wnętrza i otoczenie zamku w Krasiczynie). Latem 1938 roku Gabryś procesuje się z arystokratką, ale polskie sądy nie liczą się z niedolą chłopa i obarczają go sankcjami, które wpędzają go w ubóstwo. Podlega on przy tym wielu innym formom ucisku. Jest karany przez polską policję za najmniejsze wykroczenia. Jego dzieci nie mogą się uczyć w szkole po ukraińsku, gdyż zewsząd napiera presja polonizacji. W procesie wynaradawiania Ukraińców uczestniczy też młoda polska nauczycielka Hanna, idealistka i katoliczka, która jednak powoli zaczyna współczuć uciskanym chłopom, a na koniec sprzeciwia się brutalnym zachowaniom hrabiny. Przemiana Hanny w dużym stopniu następuje dzięki wpływowi Andrieja, lokalnego komunisty, ściganego przez policję. Między Hanną a Andriejem rodzi się uczucie.
Wobec zbliżającego się konfliktu zbrojnego z III Rzeszą, Polska ogłasza mobilizację i Choma Gabryś zostaje żołnierzem Wojska Polskiego. Kiedy już jest z dala od domu, jego majątek w rodzinnej wsi jest licytowany za bezcen, a broniąca ostatniej krowy żona Gabrysia zostaje zastrzelona przez polskiego policjanta. Widoczna na każdym kroku przemoc ze strony Polaków zbiega się z wydarzeniami poprzedzającymi wybuch wojny. Z audycji radiowej słuchanej przez hrabinę Przeżyńską wynika, że na polskim Górnym Śląsku mordowani są bezbronni Niemcy. Rozpoczyna się wojna, w kraju następuje rozkład. Hrabina dla zapewnienia sobie ochrony sprowadza do swego majątku oddział polskiej kawalerii, który wyrusza do wsi i rozpoczyna palenie ukraińskich zagród. Giną chłopi, ale też polscy podpalacze. W odruchu desperacji córka Gabrysia strzela do polskiego oficera i zabija go. Radio transmituje przemówienie ministra spraw zagranicznych ZSRR Wiaczesława Mołotowa,  który oznajmia, że rząd Związku Radzieckiego nakazał Armii Czerwonej przekroczyć granicę z Polską w celu zapewnienia ochrony ludności zachodniej Białorusi i zachodniej Ukrainy. Przeżyńska wraz ze swym przybocznym, zarządcą hrabiowskich włości Mateuszem i kosztownościami, ucieka elegancką limuzyną. Zbiega się to z nieoczekiwanym powrotem Chomy Gabrysia, który wykorzystując rozprzężenie panujące w wycofującym się Wojsku Polskim pojawia się w rodzinnej wsi. Pośród płonących domów Choma w szaleńczym pędzie jedzie furmanką przeszkodzić w ucieczce hrabiny i jej bezwzględnego pomocnika. Jednocześnie odbywa się pochód radzieckich zagonów pancernych. Czołgi z czerwoną gwiazdą wkraczają do ogarniętej ogniem ukraińskiej wsi. Radzieccy czołgiści rzucają się by gasić płonące chałupy, ratować ich mieszkańców i dobytek. Choma dopada auto z hrabiną i zapowiada jej „straszny sąd” ze strony całej wsi. Potem odbywa się chłopski wiec, na czele którego staje Gabryś. Oznajmia, iż idzie wiatr ze wschodu, pomoc ze strony ludu Związku Radzieckiego, który przynosi wyzwolenie i ochronę ciemiężonym. Na niebie pojawia się mrowie radzieckich bombowców.

## Obsada
- Amwrosij Buczma jako Choma Gabryś
- Tatjana Kondrakowa jako nauczycielka Hanna
- Wałentyna Bżeśka-Buczma jako żona Gabrysia
- Ju. Ostrowy jako Walik syn Gabrysia
- Borys Awszarow jako Wasyl
- Olga Żyzniewa jako hrabina Janina Przeżyńska
- Rostisław Platt jako ekonom Mateusz
- Siergiej Martinson jako Stefan
- Jewhen-Jarosław Kuryło jako komunista Andriej
- Stefa Stadnykiwna jako Marijka
- Orest Slipeńki jako Jakow
- Petro Soroka jako Iwan
- Ł. Serdiukowa jako Magda
- Josyp Stadnyk jako Dubczak
- W. Raczka jako Józef[1]

## Krytyka
Film oceniany jest jako obraz tendencyjnie i w manipulacyjny sposób ukazujący rzeczywistość społeczną II Rzeczypospolitej. Krytycy twierdzą, że ukazane w nim zjawiska mają wywoływać nienawiść do Polaków, a całość filmu służyła jako instrument uzasadniania napaści ZSRR na Polskę we wrześniu 1939.
Obraz jako dzieło sowieckiej propagandy państwowej porównywany jest z hitlerowskim, antypolskim filmem Heimkehr („Powrót do ojczyzny”), również uzasadniającym wojenną agresję na Polskę we wrześniu 1939.